# Rue Jean-Macé
Pour les articles homonymes, voir Jean Macé (homonymie).
La rue Jean-Macé est une voie du 11e arrondissement de Paris, en France.

## Situation et accès
La rue Jean-Macé est une voie publique située dans le 11e arrondissement de Paris. Elle débute au 21 de la rue Chanzy, au croisement de la rue Chanzy, la rue Paul-Bert et de la rue Jules-Vallès, et se termine au 40 de la rue Faidherbe.
Cette rue possède une impasse, l'impasse Franchemont.
La rue possède une station de vélos en libre service Vélib'.

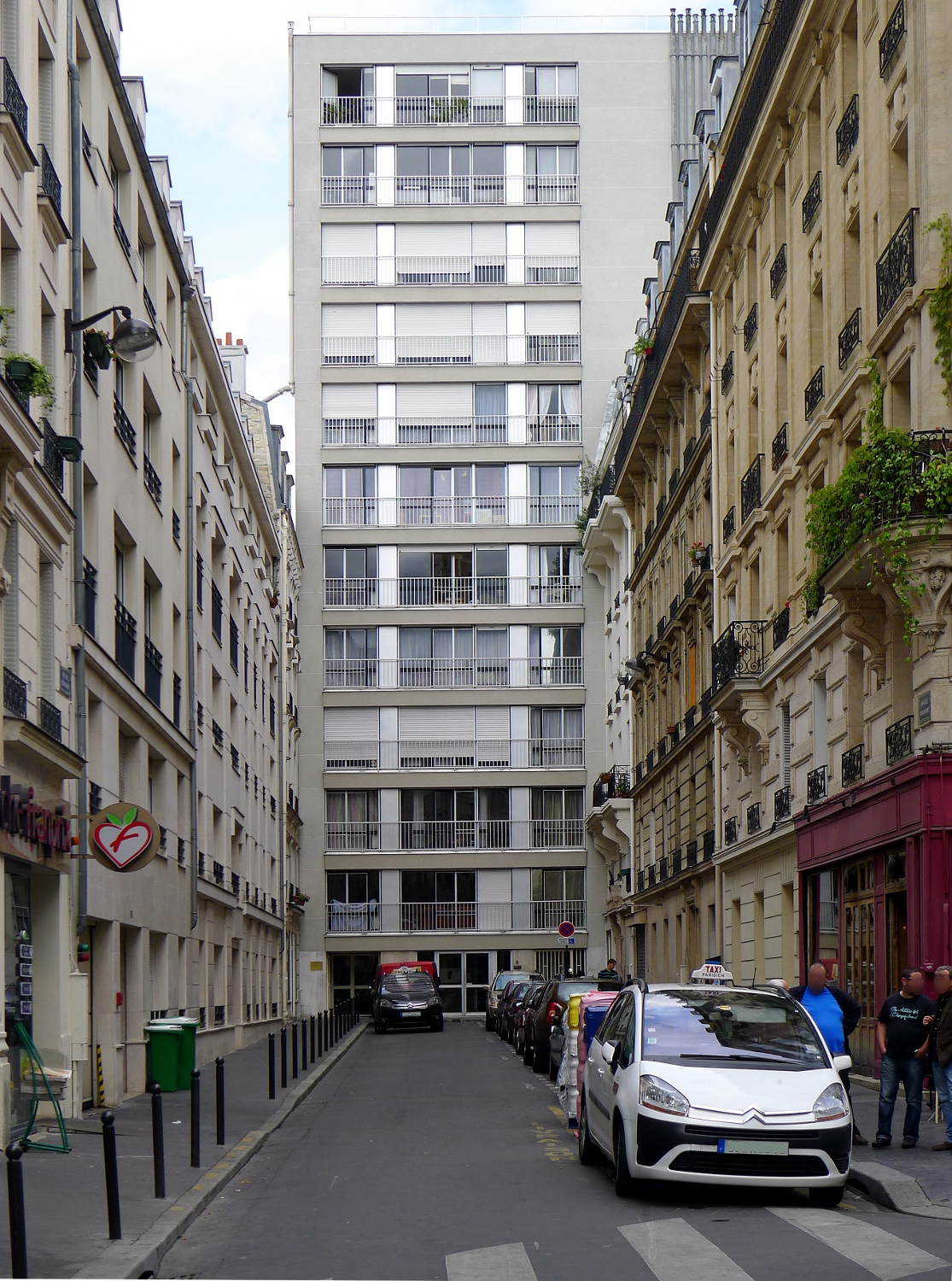
Impasse Franchemont.

## Origine du nom
La rue a été nommée en 1896 en l'honneur de Jean Macé (1815-1894), pédagogue, journaliste et homme politique français.

## Historique
Lors de son ouverture en 1887, cette rue qui traverse l'emplacement de l'ancien jardin du couvent des Filles de la Croix a pris le nom de « rue Pierre-Dillery », le propriétaire du terrain.